# Huta Wałowska
Huta Wałowska – wieś w Polsce położona w województwie łódzkim, w powiecie rawskim, w gminie Rawa Mazowiecka. Miejscowość wchodzi w skład sołectwa Janolin.
W latach 1975–1998 miejscowość należała administracyjnie do województwa skierniewickiego.